# Campeonato Canadiense de Fútbol 2018
El Campeonato Canadiense de Fútbol 2018 fue la undécima edición de la competición del fútbol de Canadá. Se disputó entre el 6 de junio y terminó el 15 de agosto.
Toronto conquistó su séptimo título tras ganar al Vancouver Whitecaps por un marcador global de 7-4.

## Equipos participantes
Los equipos participantes son Montreal Impact, Toronto, Vancouver Whitecaps, A.S. Blainville, Ottawa Fury y Oakville Blue Devils.

## Ronda preliminar
| Fechas          | Local ida       | Resultado global | Local vuelta         | Ida | Vuelta |
| --------------- | --------------- | ---------------- | -------------------- | --- | ------ |
| 6 y 13 de junio | A.S. Blainville | 3:1              | Oakville Blue Devils | 2:1 | 1:0    |

## Primera ronda
| Fechas           | Local ida       | Resultado global | Local vuelta | Ida | Vuelta |
| ---------------- | --------------- | ---------------- | ------------ | --- | ------ |
| 20 y 27 de junio | A.S. Blainville | 0:2              | Ottawa Fury  | 0:1 | 0:1    |

## Cuadro
|  | Semifinales         | Semifinales      | Semifinales         |   |         | Final            | Final            | Final            |  |
|  | 18 y 25 de julio    | 18 y 25 de julio | 18 y 25 de julio    |   |         | 8 y 15 de agosto | 8 y 15 de agosto | 8 y 15 de agosto |  |
|  |                     |                  |                     |   |         |                  |                  |                  |  |
|  |                     |                  |                     |   |         |                  |                  |                  |  |
|  | Toronto             | 1                | 3                   |   |         |                  |                  |                  |  |
|  | Toronto             | 1                | 3                   |   |         |                  |                  |                  |  |
|  | Ottawa Fury         | 0                | 0                   |   |         |                  |                  |                  |  |
|  | Ottawa Fury         | 0                | 0                   |   | Toronto | 2                | 5                |                  |  |
|  |                     |                  |                     |   | Toronto | 2                | 5                |                  |  |
|  |                     |                  | Vancouver Whitecaps | 2 | 2       |                  |                  |                  |  |
|  | Montreal Impact     | 1                | Vancouver Whitecaps | 2 | 2       | 0                |                  |                  |  |
|  | Montreal Impact     | 1                |                     |   |         | 0                |                  |                  |  |
|  | Vancouver Whitecaps | 0                | 2                   |   |         |                  |                  |                  |  |
|  | Vancouver Whitecaps | 0                | 2                   |   |         |                  |                  |                  |  |
|  |                     |                  |                     |   |         |                  |                  |                  |  |

### Semifinales
| 18 de julio de 2018, 19:30 (UTC-4) | Ottawa Fury | 0:1 (0:1) | Toronto FC | Estadio TD Place, Ottawa                                   |                                                            |
|                                    |             | Reporte   | Osorio 5'  | Asistencia: 6.057 espectadores Árbitro(s): Silviu Petrescu | Asistencia: 6.057 espectadores Árbitro(s): Silviu Petrescu |

| 25 de julio de 2018, 19:30 (UTC-4) | Toronto FC                              | 3:0 (1:0) | Ottawa Fury | BMO Field, Toronto                                              |                                                                 |
|                                    | Akinola 36' · Hamilton 76' · Osorio 84' | Reporte   |             | Asistencia: 18.795 espectadores Árbitro(s): Pierre-Luc Lauziere | Asistencia: 18.795 espectadores Árbitro(s): Pierre-Luc Lauziere |

| 18 de julio de 2018, 19:30 (UTC-4) | Montreal Impact | 1:0 (0:0) | Vancouver Whitecaps | Estadio Saputo, Montreal |                          |
|                                    | Silva 58'       | Reporte   |                     | Árbitro(s): Yusri Rudolf | Árbitro(s): Yusri Rudolf |

| 25 de julio de 2018, 19:00 (UTC-7) | Vancouver Whitecaps           | 2:0 (1:0) | Montreal Impact | Estadio BC Place, Vancouver                              |                                                          |
|                                    | Reyna 19' · Kamara 60' (pen.) | Reporte   |                 | Asistencia: 19.267 espectadores Árbitro(s): David Barrie | Asistencia: 19.267 espectadores Árbitro(s): David Barrie |

### Final
| 8 de agosto de 2018, 19:00 (UTC-7) | Vancouver Whitecaps             | 2:2 (1:1) | Toronto                         | Estadio BC Place, Vancouver, Columbia Británica          |                                                          |
|                                    | Kamara 24' (pen.) · Hurtado 84' | Reporte   | Osorio 26' · Henry 90+6' (a.g.) | Asistencia: 16.833 espectadores Árbitro(s): David Gantar | Asistencia: 16.833 espectadores Árbitro(s): David Gantar |

| 15 de agosto de 2018, 19:30 (UTC-4) | Toronto                                              | 5:2 (2:0) | Vancouver Whitecaps   | BMO Field, Toronto, Ontario                              |                                                          |
|                                     | Altidore 39', 49', 53' · Giovinco 44' · Ricketts 80' | Reporte   | Kamara 63' · Shea 77' | Asistencia: 14.994 espectadores Árbitro(s): Drew Fischer | Asistencia: 14.994 espectadores Árbitro(s): Drew Fischer |

| Campeón Toronto FC |
| 7º Título          |

## Goleadores
| Jugador               | Equipo                 | Goles |
| --------------------- | ---------------------- | ----- |
| Jozy Altidore         | Toronto FC             | 3     |
| Jonathan Osorio       | Toronto FC             | 3     |
| Kei Kamara            | Vancouver Whitecaps FC | 3     |
| Ayo Akinola           | Toronto FC             | 1     |
| Jordan Hamilton       | Toronto FC             | 1     |
| Sebastian Giovinco    | Toronto FC             | 1     |
| Tosaint Ricketts      | Toronto FC             | 1     |
| Diyaeddine Abzi       | A.S. Blainville        | 1     |
| Erik Hurtado          | Vancouver Whitecaps FC | 1     |
| Brek Shea             | Vancouver Whitecaps FC | 1     |
| Yordy Reyna           | Vancouver Whitecaps FC | 1     |
| Pierre-Rudolph Mayard | A.S. Blainville        | 1     |
| Carl Haworth          | Ottawa Fury            | 1     |
| Anthony Novak         | Oakville Blue Devils   | 1     |
| Michell Syla          | A.S. Blainville        | 1     |
| Tony Taylor           | Ottawa Fury            | 1     |
| Alejandro Silva       | Montreal Impact        | 1     |

## Premios
- Mejor jugador del torneo

 Jonathan Osorio (Toronto)